# Willow Springs (Missouri)
Willow Springs és una població dels Estats Units a l'estat de Missouri. Segons el cens del 2000 tenia 2.147 habitants.

## Demografia
Segons el cens del 2000, Willow Springs tenia 2.147 habitants, 913 habitatges, i 545 famílies. La densitat de població era de 252,7 habitants per km².
Dels 913 habitatges en un 27,6% hi vivien nens de menys de 18 anys, en un 46,8% hi vivien parelles casades, en un 10,5% dones solteres, i en un 40,3% no eren unitats familiars. En el 36% dels habitatges hi vivien persones soles el 22,3% de les quals corresponia a persones de 65 anys o més que vivien soles. El nombre mitjà de persones vivint en cada habitatge era de 2,21 i el nombre mitjà de persones que vivien en cada família era de 2,89.
Per edats la població es repartia de la següent manera: un 23,5% tenia menys de 18 anys, un 7,7% entre 18 i 24, un 22,6% entre 25 i 44, un 19,2% de 45 a 60 i un 27% 65 anys o més.
L'edat mediana era de 42 anys. Per cada 100 dones de 18 o més anys hi havia 73,3 homes.
La renda mediana per habitatge era de 19.894 $ i la renda mediana per família de 25.917 $. Els homes tenien una renda mediana de 22.357 $ mentre que les dones 16.316 $. La renda per capita de la població era de 13.681 $. Entorn del 20,8% de les famílies i el 26% de la població estaven per davall del llindar de pobresa.

## Poblacions més properes
El següent diagrama mostra les poblacions més properes.